# 불법체포, 불법감금죄
불법체포, 불법감금죄(不法逮捕, 不法監禁罪)는 재판·검찰·경찰·기타 인신구속에 관한 직무를 행하는 자 또는 이를 보조하는 자가 그 직권을 남용하여 사람을 체포 또는 감금하는 죄이다. 7년 이하의 징역과 10년 이하의 자격 정지에 처한다(형법 제124조 1항). 행위자의 신분 즉 이른바 특별공무원이라는 신분으로 말미암아 보통의 체포 감금죄(276조)보다 형이 가중되는 부진정신분범(不眞正身分犯)이다. '기타 인신구속(人身拘束)에 관한 직무를 행하는 자'란 교도소장·소년원장·산림주사·선장 등을 말하고, '보조하는 자'란 법원·경찰청의 서기와 서기보같이 그 직무상 보조자의 지위에 있는 자를 말하며 단순한 사실상의 보조자는 이에 포함되지 않는다. 행위란 직권을 남용하여 사람을 체포 또는 감금하는 것이므로 직무 외에서 범한 때에는 보통의 체포·감금죄를 구성한다. 미수범도 처벌한다(124조 2항).

## 판례
- 사람을 체포한 자가 계속해서 감금한 때에는 포괄하여 하나의 감금죄가 성립한다[1]
- 감금행위가 단순히 강도상해 범행의 수단이 되는 데 그치지 아니하고 강도상해의 범행이 끝난 뒤에도 계속된 경우에는 1개의 행위가 감금죄와 강도상해죄에 해당하는 경우라고 볼 수 없고, 이 경우 감금죄와 강도상해죄는 형법 제37조의 경합범 관계에 있다[2]
- 경찰관 甲은 피의자를 구속하기 위해 허위의 진술조서 등에 기초해 구속영장을 신청하였고, 이러한 사정을 모르는 검사와 영장전담판사에 의해 구속영장이 발부되어 피의자가 구속된 경우 甲은 ｢형법｣ 제124조 제1항 의 직권남용감금죄의 간접정범이 된다[3]
- 체포죄는 사람의 신체에 대하여 직접적이고 현실적인 구속을 가하여 신체활동의 자유를 박탈하는 죄로서, 그 실행의 착수 시기는 체포의 고의로 타인의 신체적 활동의 자유를 현실적으로 침해하는 행위를 개시한 때이다.[4]
- 체포죄는 계속범으로서 체포의 행위에 확실히 사람의 신체의 자유를 구속한다고 인정할 수 있을 정도의 시간적 계속이 있어야 기수에 이르고, 신체의 자유에 대한 구속이 그와 같은 정도에 이르지 못하고 일시적인 것으로 그친 경우에 체포죄의 미수범이 성립할 뿐이다.[5]
- 승용차로 피해자를 가로막아 승차하게 한 후 피해자의 하차요구를 무시한 채 당초 목적지가 아닌 다른 장소를 향하여 시속 약 60km 내지 70km의 속도로 진행하여 피해자를 차량에서 내리지 못하게 한 경우, 감금죄에 해당한다.[6]

## 같이 보기
- 대한민국 형법 제124조